# 王冠一
王冠一，原名王文雄，香港財經評論員。在冠一資產管理任首席策略師、「香港投资商学院」任咨询小组主席和在澳門亞洲國際公開大學(於2011年更名為澳門城市大學)任客座教授。科地農業2012年報顯示，他有澳門東亞大學工商管理碩士學位，及美國哥倫比亞大學的管理文憑，但並沒有任何正式大學頒授的博士學位。因此教授職稱只是客座形式，並非受過嚴格學術訓練。在香港大學專業進修學院（HKU SPACE）授課時也是用客席講師職稱，而非教授。
於2002年，任萊福資本(901) 執行董事。證監會於2004 年 11 月執法月報中及10月14日新聞稿中，指出他承認未有在其獲委任為萊福資本投資有限公司的董事後的 5 天內向香港交易所及萊福具報其持有 1,900,000 股萊福股份，以及未有在其後沽出 1,500,000 股萊福股份之後的 5 天內，向香港交易所及萊福具報該項交易的控罪，違反《披露權益條例》，被東區裁判法院判處罰款一萬元，以及向證監會繳付5000元調查費。
王冠一於澳門亞洲國際公開大學(於2011年更名為澳門城市大學)金融系任教十多年，教授企業管理碩士和工商管理學士等課程。
王冠一現任科地農業（港交所：8153）執行董事。

在2008年，王冠一於經緯富集團有限公司旗下成立了個人財經網站「王冠一财经频道」。
於2013年，3月8日宅谷的地產博客中，時任紀惠集團行政總裁湯文亮曾在文章「冠一教人賣樓事件簿」認為他不了解房產巿場，直言「對於香港地產市埸，仍不什了了，甚至對於從事地產行業的人，亦所知甚少」。文中列出他的計算錯誤，例如講座中王冠一指加息2%，供款便要多50%。可是增加50%供款經網友及湯文亮覆算，應該是錯誤。湯文亮分析以100萬元做本金，分25年還款，當利息是2.5%的時候，每月還款4486元，當利息是4.5%的時候，每月還款5558元，要多付972元，增幅是21.6%。湯文亮引述王冠一在演講中提及香港樓價實在太高，應該將自住物業賣走，投資金融市場，最遲在2018年可以回購。事實証明，如果用2013至2018數據比較，香港樓巿升幅比恒生指數升幅還要高，王冠一也沒有指出買樓比多數金融產品有更巨大的財務桿槓作用。証明當時王冠一預測有誤之外，同時忽略桿槓效應帶大巨額財富增長。 （页面存档备份，存于）
2022年頭在自己頻道預言俄羅斯不費吹灰之力就能打敗烏克蘭，甚至攻下巴黎。

## 曾任節目主持
- Now財經台金融評論員（開台至2011年4月22日前）
- Now財經台《環球金融快線》（嘉賓主持，開台至2012年3月2日）
- 亞洲電視本港台《國際財經視野》

## 頻道節目主持
以下除另有指明外，均受聘於冠一資產管理有限公司。
- 方奕元（Michel）　（前Now財經台主播；前任《國際財經視野》主持）
- 吳晨茜（Sandy）　（前Now新聞台主播；前任《國際財經視野》主持；現職香港經濟日報）
- 王沛淇（Doris）　（前香港有線電視財經記者；現職香港金融科學院）
- 李岸杰（Tracy）　（前香港有線電視財經記者；現職耀才財經台）
- 何慧琴（Piano）　（前香港有線電視財經記者）
- 林淑琪（Andrea）　（前香港有線電視財經記者；現於倫敦升學）
- 陳碧虹（Charlie）　（前dbc數碼3台財經台主持）
- 朱恩蓓（Samantha）　（前香港有線電視新聞主播；受聘於經緯富集團有限公司，頻道後備主持）

## 外部連結
- 王冠一財經頻道